# Гефтер, Юлия Марковна
Юлия Марковна Гефтер (6 июня 1884, Москва — 23 апреля 1970, Ленинград) — советский биохимик, доктор медицины, профессор, заведующая кафедрой биохимии 1-го Ленинградского медицинского института (1931—1964).

## Биография
Родилась в Москве в семье провизора Марка Наумовича Гефтера (1842—1919), почётного гражданина, с 1878 года владельца аптеки у Кузнецкого моста, и зубного врача Дарьи Григорьевны Гефтер (урождённая Виленц) (1853—1937). Семья жила в доме князя Голицына на Кузнецком мосту (дом 18, кв. 9). В мае 1901 года окончила Петропавловскую женскую гимназию с серебряной медалью. 30 июля 1901 года подала прошение о поступлении на физико-математическое отделение Московских женских курсов, которые начала посещать в сентябре 1902 года. Окончила естественно-историческое отделение физико-математического факультета (в начале её обучения именовавшееся естественно-филологическим), 16 февраля 1907 года получила диплом 1-й степени и была записана в число слушательниц новосозданного медицинского факультета Высших женских курсов.
Училась на медицинском факультете Московского университета. После введения правительством запрета на обучение женщин в вузах завершила высшее образование в Мюнхенском университете, в 1911 году получила звание доктора медицины.
В 1913—1920 работала в терапевтической клинике МГУ и одновременно до 1915 в лаборатории органической химии Н. Д. Зелинского, с 1915 в лаборатории медицинской химии МГУ под руководством В. С. Гулевича.
С 1923 зав. биохимической лабораторией в Институте профессиональных заболеваний им. В. А. Обуха. В 1930, когда медицинский факультет 1-го МГУ реорганизован в 1-й Московский медицинский институт, стала работать на кафедре медицинской химии. Организовала один из первых практикумов по количественному анализу.
В 1931—1964 гг. зав. кафедрой биохимии 1-го Ленинградского медицинского института, затем научный консультант. В 1938−1948 годах заведующая кафедрой биохимии Ленинградского государственного института усовершенствования врачей.
Блокадница, автор работ по алиментарной дистрофии.
Награждена орденами Ленина и «Знак Почёта», медалью «За оборону Ленинграда».
Похоронена на Серафимовском кладбище Санкт-Петербурга.

## Научная деятельность
Научные интересы: мышечная биохимия, вопросы питания (в том числе лечебного питания при ожогах), проблема кислородной недостаточности, гипертоническая болезнь.
Публикации:
- Сборник научных работ Кафедры биохимии [Текст] / Под ред. проф. Ю. М. Гефтер ; Первый Ленингр. мед. ин-т им. акад. И. П. Павлова. — Ленинград : [б. и.], 1958. — 194 с., 2 л. табл. : ил.; 23 см.
- Влияние кислородной недостаточности на обмен веществ в тканях [Текст] : [Сборник статей] / [Под ред. проф. Ю. М. Гефтер и М. А. Добринской]. — Ленинград : [б. и.], 1962. — 99 с. : черт.; 22 см. — (Труды Кафедры биохимии/ 1-й Ленингр. мед. ин-т им. акад. И. П. Павлова; Вып. 2).
- Анализ мочи [Текст] : Руководство при практ. занятиях в лаборатории / Акад. Вл. Гулевич ; Под ред. и с доп. проф. Ю. М. Гефтер. — 3-е изд. — [Ленинград] : Медгиз. Ленингр. отд-ние, 1945 (2-я ф-ка дет. книги Детгиза). — 240 с., 2 л. табл., схем : ил.; 22 см.